# Morgen-Posten
Morgen-Posten (med undertitlen et Ugeblad) var et dansk tidsskrift der udkom i perioden 14. juli 1786 – december 1829 (i perioden fra januar 1794 til 1829 under titlen Journal for Politik, Natur og Menneskekundskab).
Bladet blev grundlagt og redigeret af boghandler og forlægger Simon Peter Poulsen, udgivelsen og redaktionen overtoges i 1798 af Odin Wolff som drev den frem til dets ophør. Morgenposten var i sin første periode præget af lokale københavnske nyheder, anekdoter og skønlitterære indlæg, men i sin anden periode mere politisk og bestod først og fremmest af oversatte artikler fra udenlandske blade, dette nedtonedes dog igen i 1820'erne til fordel for populærvidenskabelige artikler.
Morgenposten udkom 1 gang om ugen, fra 1794 1 gang om måneden. Det blev især omtalt i forbindelse med retssagen mod Peter Andreas Heiberg for visen "Hver Mand i Byen om Indtoget taler", som bladet bragte i sine spalter i 1790.